# Пратерсвілл (Міссурі)
Пратерсвілл (англ. Prathersville) — селище (англ. village) в США, в окрузі Клей штату Міссурі. Населення — 121 особа (2020).

## Географія
Пратерсвілл розташований за координатами 39°18′55″ пн. ш. 94°16′26″ зх. д. / 39.31528° пн. ш. 94.27389° зх. д. (39.315259, -94.273755).  За даними Бюро перепису населення США в 2010 році селище мало площу 5,86 км², уся площа — суходіл.

## Демографія
Згідно з переписом 2010 року, у селищі мешкали 124 особи в 56 домогосподарствах у складі 34 родин. Густота населення становила 21 особа/км².  Було 61 помешкання (10/км²).
Расовий склад населення:
| - 95,2 % — білих - 1,6 % — корінних американців - 0,8 % — азіатів |

До двох чи більше рас належало 1,6 %. Частка іспаномовних становила 2,4 % від усіх жителів.
За віковим діапазоном населення розподілялося таким чином: 15,3 % — особи молодші 18 років, 68,6 % — особи у віці 18—64 років, 16,1 % — особи у віці 65 років та старші. Медіана віку мешканця становила 51,3 року. На 100 осіб жіночої статі у селищі припадало 103,3 чоловіків;  на 100 жінок у віці від 18 років та старших — 101,9 чоловіків також старших 18 років.
Середній дохід на одне домашнє господарство  становив 61 300 доларів США (медіана — 43 750), а середній дохід на одну сім'ю — 84 704 долари (медіана — 105 357). Медіана доходів становила 60 500 доларів для чоловіків та 33 750 доларів для жінок. За межею бідності перебувало 11,7 % осіб, у тому числі 33,3 % дітей у віці до 18 років та 22,7 % осіб у віці 65 років та старших.
Цивільне працевлаштоване населення становило 72 особи. Основні галузі зайнятості: виробництво — 27,8 %, фінанси, страхування та нерухомість — 23,6 %, мистецтво, розваги та відпочинок — 18,1 %.